# 諾沃塞利夫卡 (利曼市鎮)
49°4′13″N 37°41′29″E / 49.07028°N 37.69139°E
诺沃塞利夫卡（羅馬化：Novoselivka），是烏克蘭頓涅茨克州克拉马托尔斯克区利曼市镇的鎮，處於涅特里烏斯河畔，距離頓涅茨克121公里，海拔高度80米，2011年人口1,392。
當地於2022年俄羅斯入侵烏克蘭期間一度被俄軍佔領。2022年9月28日，當地被烏克蘭收復。